# Defensa Núremberg

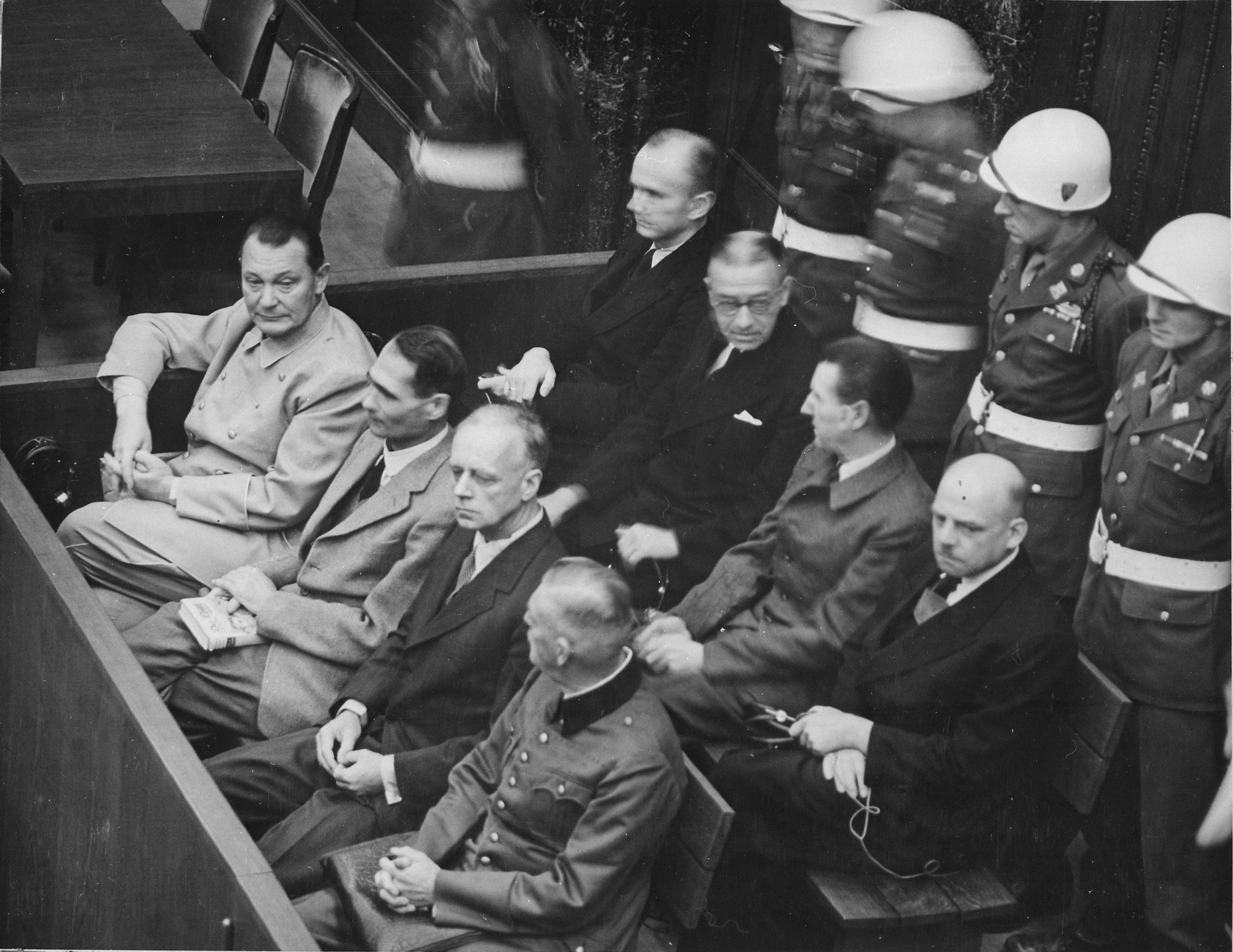
Juicios de Nuremberg. Acusados en su banquillo, alrededor de 1945-1946.

La defensa Núremberg, también conocida como "órdenes superiores" es una defensa legal que esencialmente establece que el imputado estaba "solamente siguiendo órdenes" u "obediencia debida" ("Befehl ist Befehl" órdenes son órdenes) por lo que no sería responsable del delito por el que se lo juzga. Esta estrategia de defensa legal fue popularmente conocida a partir de los Juicios de Núremberg, de donde proviene su nombre.
Los aliados sospecharon antes de que terminara la Segunda Guerra Mundial que se podía utilizar esta defensa, y establecieron el Estatuto de Londres del Tribunal Militar Internacional, el cual especificaba que tal defensa no podría utilizarse para los crímenes de guerra.
Bajo los Principios de Núremberg, la "defensa de órdenes superiores" no es una defensa legal en contra de los crímenes de guerra, aunque tal defensa podía influir en la penalidad de la sentencia condenatoria.
"El hecho de que una persona haya actuado por orden de su gobierno o de sus superiores no le quita su responsabilidad bajo el derecho internacional, debido a que todavía tenía una opción moral."
Las fuerzas armadas de los Estados Unidos modificaron su Código de Justicia Militar (Uniform Code of Military Justice) después de la Segunda Guerra Mundial. Incluyeron una regla que anulaba esta defensa, esencialmente estableciendo que el personal militar estadounidense está autorizado para no cumplir órdenes contrarias a derecho. Esta defensa continúa utilizándose, principalmente debido a que una orden contraria a derecho presenta un dilema ante el cual no hay un escape legal. Una persona que no dé cumplimiento a una orden contraria a derecho probablemente terminará en la cárcel (y en algunos países puede incluso terminar ejecutado), y uno que acepte la orden probablemente terminará en la cárcel.